# Riera de Carme
La riera de Carme es el principal afluente del río Noya, junto con otros arroyos más pequeños como el torrente de Montbui o la de Castellolí. La riera de Carme se encuentra entre los municipios de Santa Candia, Orpí, Carme y La Pobla de Claramunt en la comarca de Noya, concretamente en el Valle de Carme, entre las sierras de Orpinell (751 m) y de Collbàs (544 m). 

## Curso
Uno de los aspectos que más favorecen y previenen la existencia del arroyo es el hecho de que Carme, municipio que aporta el nombre a la riera debido a su proximidad geográfica, está situado justo encima de un enorme acuífero de Carme-Capellades, lo que provoca la continua presencia de agua en el terreno, ya sea de forma visible o bajo tierra. Se calcula que atraviesa aproximadamente un tercio de la superficie de toda la comarca de Noya. Esta formación geológica almacena y circula agua subterránea aprovechando la permeabilidad, la porosidad y la fisuración de la roca que la acoge. Desemboca en el río Noya.

## Historia
Históricamente, la riera de Carme no siempre había sido conocida por este mismo nombre. De hecho, se calcula que comenzó a recibir esta designación a partir de finales del siglo XIX. Anteriormente y, según demuestran diferentes documentos notariales [cita requerida] de la época, la riera de Carme habría sido designada con el nombre de riera Noya o Noia. Consecuentemente, el actual río Noya era conocido con el nombre de riera de Igualada, haciendo honor a la gran capital de la comarca de Noya. Los datos revelan que, como mínimo, hasta el 1825 el afluente aún recibiría el nombre de Noya o Noia.
Aparece descrita en el quinto volumen del Diccionario geográfico-estadístico-histórico de España y sus posesiones de Ultramar de Pascual Madoz de la siguiente manera:

CARMA: riera en la prov. de Barcelona, part. jud. de Igualada: tiene su origen en el térm. del l. de Miralles de Carma, baja por el de Orpi, y pasando por el del pueblo de su nombre y el de la Torre de Claramunt, entra en el de la Pobla, donde desagua en la riera nombrada Noya; su curso es de E. á O., y lleva como una muela de aguas claras.
(Madoz, 1846, p. 569)

## Flora y fauna
Si nos centramos en la propia riera y en su propio recorrido, observaremos la diversidad en flora y fauna que ésta comprende. Por un lado, la flora que acompaña a lo largo de todo el trayecto en el arroyo es la de hoja caduca, la que generalmente se encuentra en la vegetación de ribera. por otra parte y si nos separamos unos metros directamente del río, comenzamos a observar lo que realmente es la mayoría de la flora en la comarca de Noya.
Proliferan de forma generalizada árboles de hoja perenne, sobre todo pinos, aunque en sus orígenes se cree que toda esta zona estaba poblada por encinas y robles que, actualmente, están mucho menos presentes. Los arbustos, los matorrales y el pino silvestre son lo más común que hay en los terrenos de la roca caliza anoienca.
En cuanto a la fauna, hay que destacar un aspecto por encima de los demás. Durante el recorrido del arroyo hay diferentes animales, todos ellos muy comunes en los bosques de la Cataluña central. Entre estos, podemos destacar reptiles como la serpiente blanca común o el galápago leproso, mamíferos como el jabalí, el conejo, la liebre común o el tejón.
Por otra parte y además de todos este colectivo que puede categorizarse como común en el bosque de la Cataluña interior, hay en la riera de Carme una serie de individuos muy singulares y especiales. El caso es que en este espacio de matorrales y humedales, se produce un fenómeno bien extraño. Desde hace ya unas décadas, se ha observado que en los alrededores en la riera de Carme hay diferentes tipos de pájaros, muchos de ellos casi únicos en nuestro territorio, y sobre todo muy poco habituales en tierras catalanas. De hecho, hace justamente un año, un equipo de especialistas y animalistas llevaron a cabo un estudio de campo sobre el terreno con el fin de localizar y enfatizar cuáles eran realmente los colectivos de aves que existen. El resultado de este estudio demostró que en el valle de Carmen y a lo largo de sus espacios de humedales viven más de medio centenar de especies y hasta 85 especies de aves diferentes. Entre estas las más comunes, como la golondrina, la paloma torcaz, el pato cabeza-azul o el cuco, pero también destacan algunos otros más espontáneos y menos habituales, como por ejemplo el verdugo, el alcaudón, la corneja negra o el verdecillo.

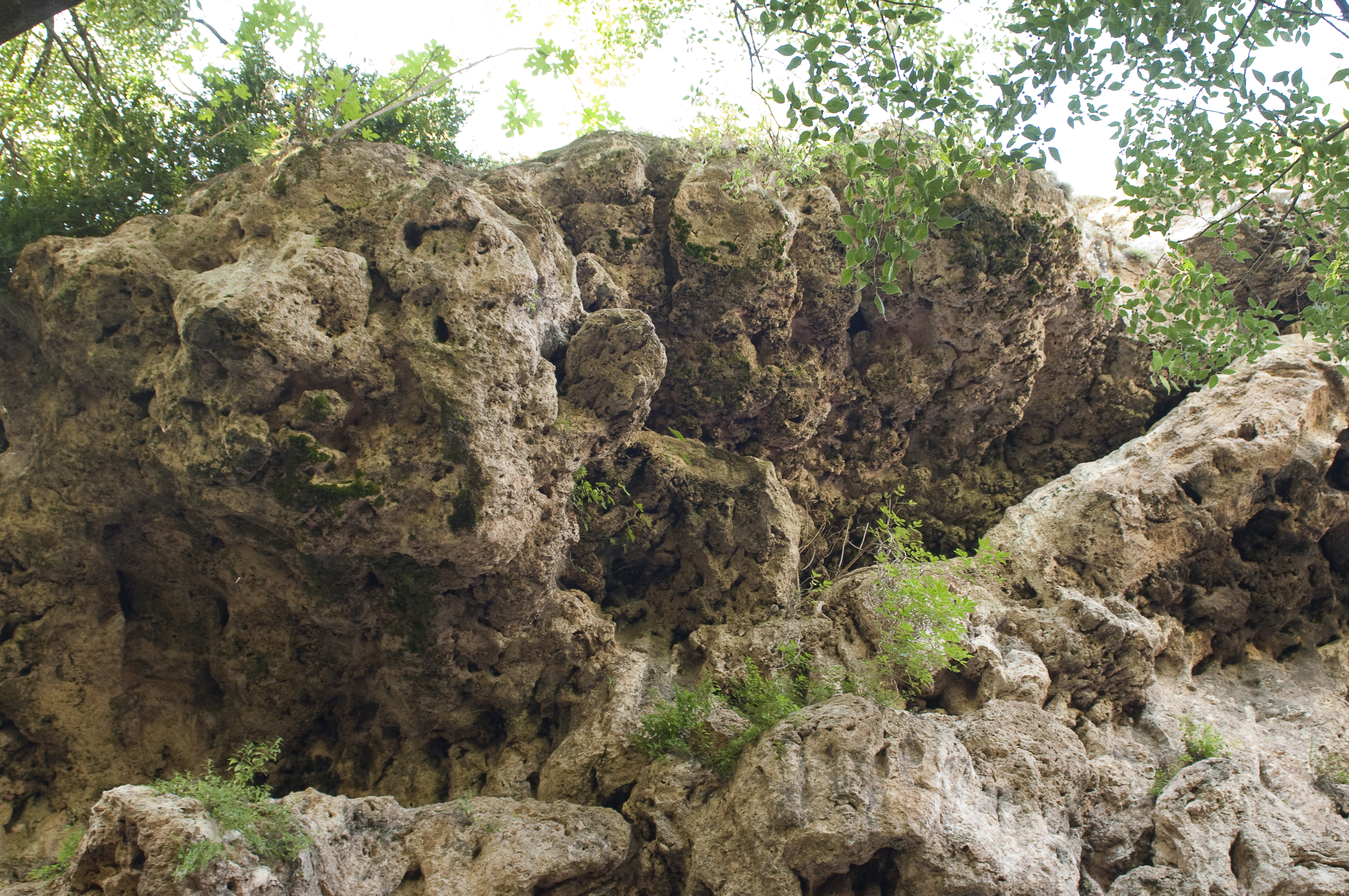
Vista de un lugar de la riera

## Actividades de barranquismo
Uno de los aspectos que puede destacarse del recorrido de la riera de Carme está a unos cuantos kilómetros del mismo pueblo de Carme, concretamente a la altura del municipio de Santa Candia. En este lugar la riera traza un recorrido muy especial, inmerso en medio de la roca cortada por la misma fuerza del agua y de sus sedimentos. El caso es que en este tramo de unos 2 kilómetros se pueden practicar descensos y senderismo.
Concretamente los barrancos y las gargantas de Santa Candia se calcula que trazan un recorrido que requiere un descenso de unas dos horas. La dificultad es baja, lo que propicia que muchas escuelas de senderismo utilizan este espacio para instruir a los principiantes.